# Wotan Ngare
Wotan Ngare is een bestuurslaag in het regentschap Bojonegoro van de provincie Oost-Java, Indonesië. Wotan Ngare telt 2973 inwoners (volkstelling 2010).